# Dicyema guaycurense
Dicyema guaycurense is een Rhombozoasoort. Deze minuscule, wormachtige parasieten hebben geen weefsels of organen en bestaan uit slechts enkele tientallen cellen. De soort is ingedeeld in de familie Dicyemidae. De wetenschappelijke naam van de soort werd voor het eerst geldig gepubliceerd in 2011 door Castellanos-Martinez, Carmen Gomez, Hochberg, Gestal en Furuya.